# Селидівська волость
Селидівська волость — історична адміністративно-територіальна одиниця Бахмутського повіту Катеринославської губернії із центром у селі Селидівка.
Станом на 1886 рік складалася з 3 поселень, 2 сільських громад. Населення — 7252 особи (3599 чоловічої статі та 3653 — жіночої), 1302 дворових господарств.
|                     | Площа, десятин | У тому числі орної, дес. |
| ------------------- | -------------- | ------------------------ |
| Сільських громад    | 26022          | 17760                    |
| Приватної власності | 622            | 569                      |
| Казенної власності  | 704            | 260                      |
| Іншої власності     | 342            | 335                      |
| Загалом             | 27690          | 18924                    |

Поселення волості:
- Селидівка — колишнє державне село при річці Солона за 69 верст від повітового міста, 3640 осіб, 637 дворових господарств, православна церква, школа, 9 лавок, 3 ярмарки на рік.
- Гродівка — колишнє державне село при річці Торець, 3590 осіб, 663 дворових господарства, православна церква, 4 лавки, 3 ярмарки на рік.

За даними на 1908 рік у волості налічувалось 10 поселень, загальне населення волості зросло до 10 263 особи (5125 чоловічої статі та 5138 — жіночої), 1422 дворових господарств.